# 太郎丸天使樂園站
太郎丸天使樂園站（日语：／ Taromaru-Enzerurando eki */?）是位於福井縣坂井市春江町西太郎丸，越前鐵道的三國蘆原線車站。車站編號為E33。三國蘆原線由此站起便進入坂井市範圍，一直至終站為止。
站名中所指的「天使樂園」（エンゼルランド），其實就是位於市內的福井縣兒童科學館，於2017年加入，站名也隨之相應地更改。

## 車站構造

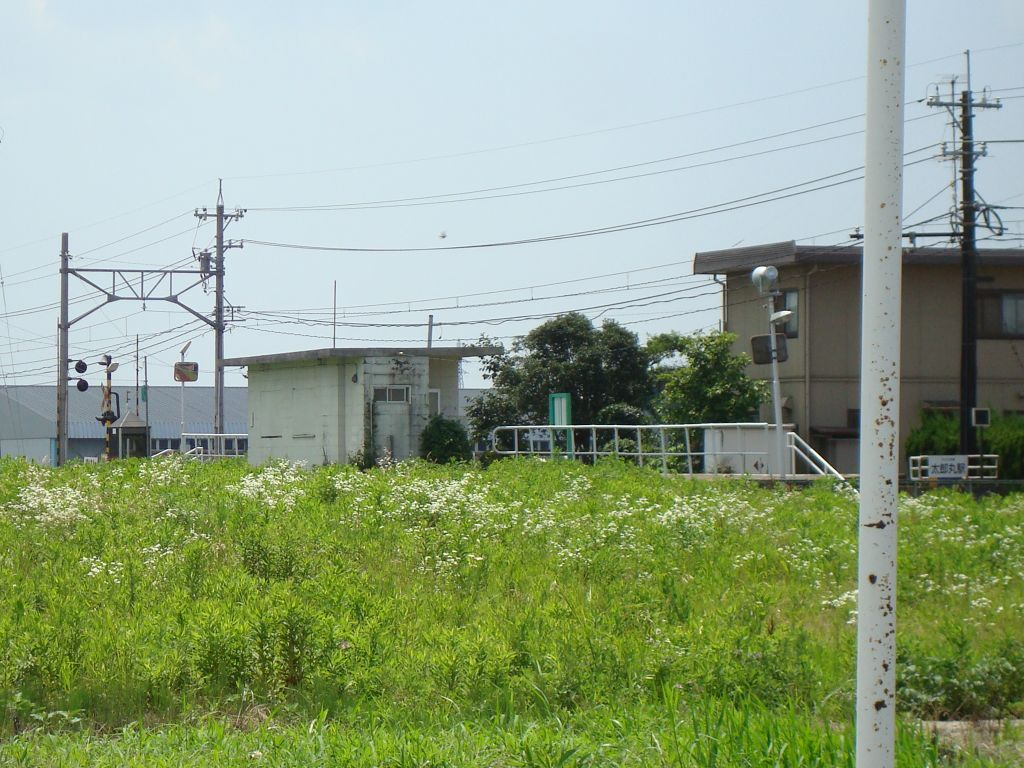
車站改名前的車站大樓（2008年7月）

車站是一座地面車站，設有1面1線單式月台。在路軌東邊設有月台和候車室。此站是無人車站。車站東邊為新興住宅區。西邊多為稻田。站前設有越前鐵道使用者專用的免費停車場。

## 歷史
- 1928年12月30日 - 太郎丸站啟用。
- 2001年6月25日：由於越前本線事故（日语：京福電気鉄道越前本線列車衝突事故），京福電氣鐵道被勒令停運所有路線，本站亦被暫停服務[5][6]。
- 2003年：

- 2月1日：車站設施轉讓至越前鐵道。
- 7月20日：越前鐵道重開車站。

- 2017年3月25日：車站改名為太郎丸天使樂園站[1][2]。
- 2024年10月11日：越前鐵道及福井鐵道均可使用ICOCA及全國通用IC卡付款[8][9]。

## 使用狀況
在「令和4年坂井市統計年報」中，以下為1日平均乘車人次：
| 乘車人次變化 | 乘車人次變化 |
| 年度         | 1日平均人次  |
| ------------ | ------------ |
| 2007年       | 127          |
| 2008年       | 147          |
| 2009年       | 142          |
| 2010年       | 153          |
| 2011年       | 155          |
| 2012年       | 148          |
| 2013年       | 152          |
| 2014年       | 153          |
| 2015年       | 132          |
| 2016年       | 131          |
| 2017年       | 136          |
| 2018年       | 157          |
| 2019年       | 159          |
| 2020年       | 125          |
| 2021年       | 137          |

## 車站周邊
此站最接近福井縣駕駛執照考試中心。在東邊700至800米處設有大型會堂Heartpia春江、圖書館、網球場、泳池、「文化之森」。

## 相鄰車站
越前鐵道
■三國蘆原線
□快速（只有上行班次）、■普通
鷲塚針原（E32）－太郎丸天使樂園（E33）－西春江Heartpia（E34）

## 外部連結
- 太郎丸天使樂園站 （页面存档备份，存于）（日語） - 越前鐵道